# Thorkil (biskop)
Thorkil, död 14 oktober 1260, var biskop i Reval.
Thorkil var kanik i Ribe, när han medverkade i att återupprätta danskt herravälde över provinserna Reval, Harrien och Vierland i norra Estland vid förhandlingar med tyska riddare i Stensby vid Vordingborg i Danmark 1238. Han utnämndes därefter av kung Valdemar Sejr till biskop över Reval.
Biskop Thorkil kan vara den som lät nedteckna Danska itinerariet, beskrivningen av Kung Valdemars segelled mellan Utlängan i Blekinge till Reval.